# 北尾次郎

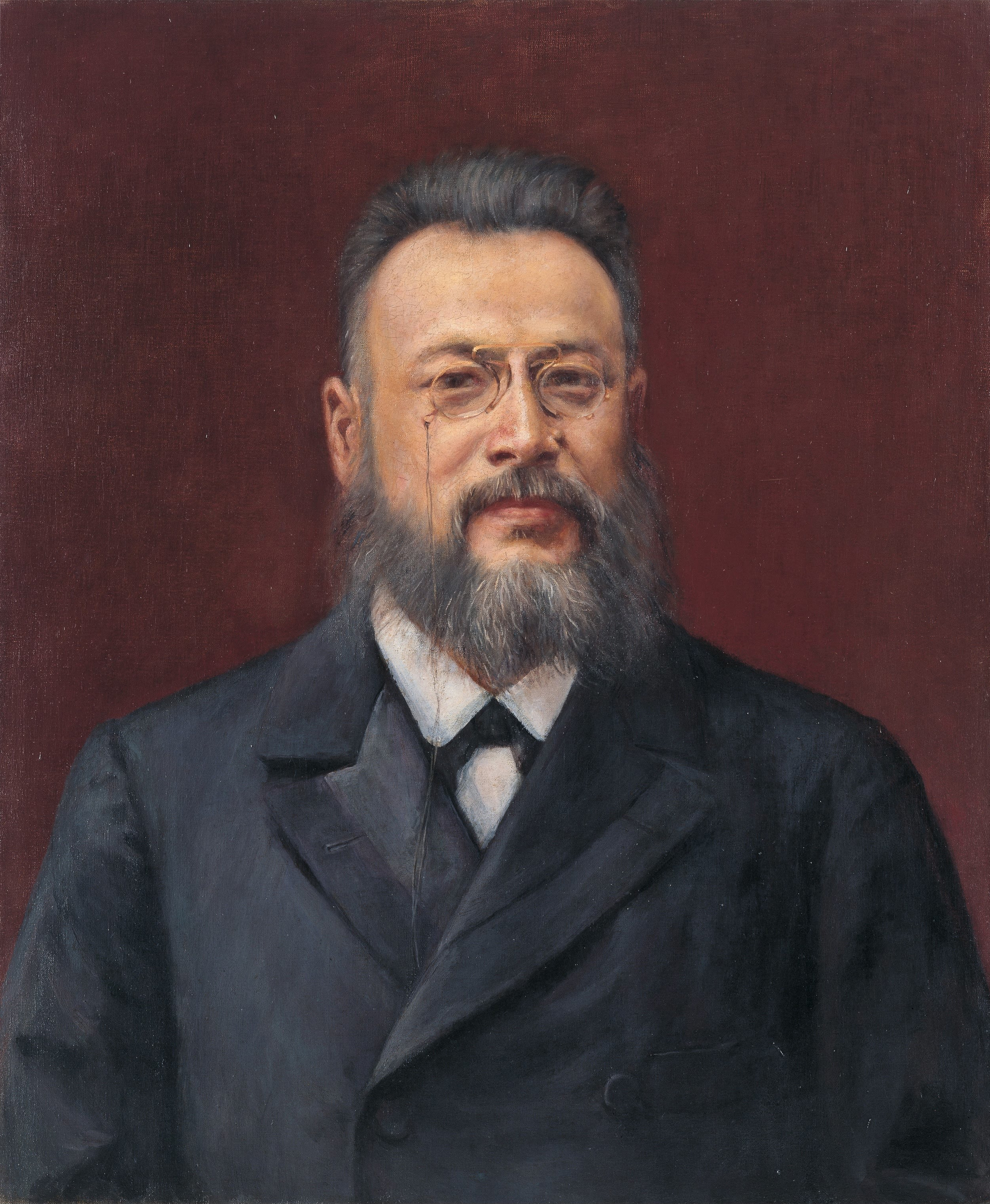
黒田清輝による肖像画（1907年、島根県立美術館蔵）

北尾 次郎（きたお じろう、嘉永6年7月4日（1853年8月8日） - 明治40年〔1907年〕9月7日）は、日本の気象学者・物理学者（理学博士）。

## 経歴
出雲国松江藩の藩医村松寛裕の次男として出生。幼名は録次郎。
幼少の頃から『四書五経』の素読に励み、12歳で『文選』『史記』『通鑑』等を通読する俊才だった。1869年、同藩の蘭方医北尾漸一郎の養嗣子となった。同年開成学校に入学してフランス語を学び、同校が大学南校に改称されると、英語と究理学（物理学）を学んだ。
1870年、16歳で明治新政府派遣のドイツ留学生に選ばれたが、これは同政府が医学修行のため抜擢した14名のうちの最年少であった。ドイツ到着後2年間はギムナジウムで主にドイツ語を学び、1873年にベルリン大学に入学し、ヘルマン・フォン・ヘルムホルツ、グスタフ・キルヒホフ、エルンスト・クンマーらの下で物理学と数学を学んだ。同年、政府官費給与制度が廃止となり、以降は養父からの学費や家庭教師などの収入で勉学を続けた。後にゲッティンゲン大学で学位を得た。ベルリン大学では、ヘルムホルツの指導下で色彩感覚を物理学的に扱って光に対する視力を測定するロイコスコープを発明したが、発明の優先権の扱いでヘルムホルツと軋轢を生じた。1878年にゲッティンゲン大学に北尾の学位論文として提出して、理学博士号に相当する学位を受けたが、後にベルリン大学へ戻ってヘルムホルツの下で研究を続けた。
1883年末に帰国。翌1884年2月より文部省御用掛となり、東京大学理学部勤務を被命、同年に留学中婚約したベルリン生まれのドイツ人ルイゼ（日本戸籍名は留枝子）と結婚した。
1885年6月に東京大学教授に就任し、力学や音響学の講義を担当。当時は理学部が数学・天文・物理に分かれる直前で、北尾は物理学者であると同時に数学者であるとも見なされていた。11月に農商務省御用掛兼勤を被命の上、東京山林学校教授心得に就任。
1886年3月に東京大学を非職後、4月に東京山林学校教授に就任。7月、山林学校と駒場農学校の合併に伴い東京農林学校教授となり、12月より帝国大学理科大学教授を兼任した。
1888年9月から1893年3月まで海軍大学校教授を兼任（以後94年7月まで嘱託教授）。1890年に帝国大学農科大学教授（理科大学教授兼任）となり、1892年より農林物理学気象学講座を担当。同年、帝国大学評議員に任ぜられ、高等官五等に叙せられた（1902年までに高等官一等に陞叙）。この間、1891年8月には学位令に基づき理学博士の学位を授与された。
1902年にヨーロッパに派遣された後、1906年より病気休職していたが、翌1907年に脳脊髄神経麻痺のため死去。墓所は港区玉窓寺。

## 業績
ドイツより帰国後、力学・電気学・気象学・農林業物理学などの多方面で研究を発表した。特に1887年・1889年・1895年にわたり『東京帝国大学理科大学紀要』にドイツ語で発表された「大気運動と颶風に関する理論」は、ベノー・グーテンベルグの『地球物理学提要』などにも引用され、その学説は後にベルンハルト・ハウルヴィッツによって追跡祖述されている。その他、アメリカの気象学者クリーブランド・アッベも、1890年の『気象力学の最近の進歩』で北尾の理論を高く評価し、1901年の『長期予報の物理的基盤』では、ウィリアム・フェレル以降北尾に至る一連の大循環理論が、当時の日毎の天気予報を時間的に延長する有力な基盤になると述べた。颶風（ぐふう）とは台風やハリケーンのような熱帯性低気圧に伴う強風を指す古い言葉である。
1920年代にはライプツィヒ大学にいたルートヴィヒ・ヴァイクマンやカール＝グスタフ・ロスビー、ハウルヴィッツがその論文中で北尾の仕事を紹介して高評価を与えた。1930年の藤原咲平の『大気物理学』には藤原論文の引用があり、『藤原の効果』のヒントになっていた可能性も推測されている。なお、北尾論文の第1部発表翌年の1888年、グライフスヴァルト大学教授だったアントン・オーバーベックが北尾同様大気大循環を流体力学方程式に則して議論したが、後年の定説では方程式の理論的扱いの厳密さにおいて、北尾に一日の長があると見なされている。
その他、物理の農科への応用研究として、土壌中の水の運動に関する研究を行った。穀物剛性試験器や、測容器の発明も行っている。北尾の死後の1909年に、知友や門人の尽力で、北尾の後任である稲垣乙丙によりドイツ語の論文集『北尾博士論文集』が刊行された。当時中央気象台に勤務していた岡田武松が校正を手伝った。
また、未刊ではあるが、ドイツ語による長編小説『森の女神』を書いている。ベルリン滞在中に書いた手書き5,000ページ超の小説で、自筆の挿絵数百枚と共に島根県立図書館に収蔵されている。音楽の趣味も豊かで、東京の自宅で夫人と共にピアノ演奏を楽しんだ。法学にも関心を持ち、『普国憲法起源史』（東京弘道書院、1884年）を著した。
北尾の死去した1907年、稲垣が有志を募って依頼し、黒田清輝が肖像写真をもとに描いた北尾の肖像画が、島根県立美術館に所蔵されている。

## 栄典
- 1885年（明治18年）7月6日 - 正七位
- 1891年（明治24年）12月21日 - 従六位[20]
- 1894年（明治27年）5月11日 - 正六位
- 1896年（明治29年）7月10日 - 従五位
- 1896年（明治29年）12月25日 - 勲六等瑞宝章
- 1898年（明治31年）9月10日 - 正五位
- 1899年（明治32年）6月20日 - 勲五等瑞宝章
- 1900年（明治33年）12月20日 - 勲四等瑞宝章[21]
- 1903年（明治36年）4月10日 - 従四位
- 1903年（明治36年）12月26日 - 勲三等瑞宝章[22]
- 1907年（明治40年）9月7日 - 正四位

## 著書
- Kitao, Diro (2009) (ドイツ語). Leukoskop: Seine Aanwendung Und Seine Theorie (1885). Kessinger Publishing. ISBN 9781120638786
- Kitao, Diro (2010) (ドイツ語). Zur Farbenlehre. Nabu Press. ISBN 9781173257460
- Kitao, Diro (2013) (ドイツ語). Zur Farbenlehre - Primary Source Edition. Nabu Press. ISBN 9781287679714